# Liquidambar siamensis
Liquidambar siamensis is een plantensoort uit de familie Altingiaceae. Het is een boom die een groeihoogte kan bereiken tussen 7 en 45 meter. De rechte, cilindrische stam kan een diameter van 20 tot 100 centimeter hebben. De bladeren zijn meestal ovaal-lancetvormig of lancetvormig.
De soort komt voor van China (Yunnan, Guangdong, Guizhou en Jiangxi) tot in Indochina. In China groeit de soort in vochtige bossen op hoogtes van 1000 tot 1200 meter. In Vietnam groeit hij in primaire en secundaire bossen, waar hij vaak te vinden is in diepe bodems langs beekjes, op hoogtes beneden de 700 meter. 
Van de boom wordt uit het wild geoogst vanwege zijn hout en hars. Het hout is bestand tegen termieten en insecten en wordt gebruikt voor de bouw van schepen. Verder bevat de schors en het hout een hars waaruit een etherische olie wordt verkregen. Deze wordt gebruikt in de parfumindustrie.

## Synoniemen
- Altingia angustifolia H.T.Chang
- Altingia siamensis Craib
- Altingia takhtajanii T.V.Trung & L.V.Lok
- Altingia tenuifolia Chun ex Hung T.Chang